# Acute gegeneraliseerde exanthemateuze pustulose
Acute gegeneraliseerde exanthemateuze pustulose of AGEP is een van de ernstigere reactiepatronen op geneesmiddelen. De aandoening wordt gekenmerkt door een plotselinge uitbraak van tientallen tot honderden 1-2 mm grote oppervlakkige pustels (puskopjes, blaasjes gevuld met pus). Deze pustels zijn steriel, dus zonder ziekteverwekkers. De omringende huid is daarbij vaak rood. Soms is er zwelling van het gezicht of toename van het aantal leukocyten.
De aandoening is vrijwel altijd terug te voeren op een (bijzondere) bijwerking van medicijnen en ontstaat vaak vrij snel (1-3 dagen) na de eerste toediening van het medicijn, of na enkele weken (2-4 weken). Na de stopzetting van het gebruik van het medicijn verdwijnen de klachten binnen enkele weken. De aandoening lijkt (ook histologisch) op de pustuleuze variant van psoriasis, maar komt bijna net zo vaak voor bij mensen zonder psoriasis.
Medicijnen waarvoor sterk bewijs is dat ze soms AGEP veroorzaken, zijn:
- Pristinamycine (niet in Nederland verkrijgbaar), in mindere mate ook andere macroliden[2]
- Amoxicilline en ampicilline
- Chinolonen
- Chloroquine en hydroxychloroquine
- Sulfonamiden
- Terbinafine
- Diltiazem